# العلاقات السنغالية الروسية
العلاقات السنغالية الروسية هي العلاقات الثنائية التي تجمع بين السنغال وروسيا.

## مقارنة بين البلدين
هذه مقارنة عامة ومرجعية للدولتين:
| وجه المقارنة                                              | السنغال                                              | روسيا                                   |
| --------------------------------------------------------- | ---------------------------------------------------- | --------------------------------------- |
| المساحة (كم2)                                             | 196.72 ألف                                           | 17.08 مليون                             |
| عدد السكان (نسمة)                                         | 15.85 مليون                                          | 146.80 مليون                            |
| الكثافة السكانية (ن./كم²)                                 | 80.57                                                | 8.59                                    |
| العاصمة                                                   | داكار                                                | موسكو                                   |
| اللغة الرسمية                                             | لغة فرنسية، اللغة الولوفية، باديارا ‏، اللغة البلنتية | اللغة الروسية                           |
| العملة                                                    | فرنك غرب أفريقي                                      | روبل روسي                               |
| الناتج المحلي الإجمالي (بليون دولار)                      | 16.37 مليار                                          | 1.58 تريليون                            |
| الناتج المحلي الإجمالي (تعادل القوة الشرائية) بليون دولار | 36.62 مليار                                          | 3.69 تريليون                            |
| الناتج المحلي الإجمالي الاسمي للفرد دولار أمريكي          | 899                                                  | 9.09 ألف                                |
| الناتج المحلي الإجمالي للفرد دولار أمريكي                 | 2.33 ألف                                             |                                         |
| مؤشر التنمية البشرية                                      | 0.466                                                | 0.798                                   |
| رمز المكالمات الدولي                                      | +221                                                 | +7                                      |
| رمز الإنترنت                                              | .sn                                                  | .ru، .рф، .рус ‏، .su                    |
| المنطقة الزمنية                                           | 00                                                   | Magadan Time ‏، ت ع م+02:00، ت ع م+12:00 |

## منظمات دولية مشتركة
يشترك البلدان في عضوية مجموعة من المنظمات الدولية، منها:
| علم المنظمة | اسم المنظمة                        | تاريخ انضمام السنغال | تاريخ انضمام روسيا |
| ----------- | ---------------------------------- | -------------------- | ------------------ |
|             | مؤسسة التنمية الدولية              | 31 أغسطس 1962        | 16 يونيو 1992      |
|             | يونسكو                             | 10 نوفمبر 1960       | 21 أبريل 1954      |
|             | مؤسسة التمويل الدولية              | 31 أغسطس 1962        | 12 أبريل 1993      |
|             | منظمة حظر الأسلحة الكيميائية       | ?                    | ?                  |
|             | الأمم المتحدة                      | 28 سبتمبر 1960       | 24 أكتوبر 1945     |
|             | الاتحاد الدولي للاتصالات           | 15 نوفمبر 1960       | 1866               |
|             | منظمة الشرطة الجنائية الدولية      | ?                    | 27 سبتمبر 1990     |
|             | البنك الدولي للإنشاء والتعمير      | 31 أغسطس 1962        | 16 يونيو 1992      |
|             | الاتحاد البريدي العالمي            | ?                    | ?                  |
|             | وكالة ضمان الاستثمار متعدد الأطراف | 12 أبريل 1988        | 29 ديسمبر 1992     |
|             | منظمة التجارة العالمية             | ?                    | 22 أغسطس 2012      |
|             | الفريق المعني برصد الأرض           | ?                    | ?                  |

## وصلات خارجية
- موقع وزارة الخارجية السنغالية
- موقع وزارة الخارجية الروسية